# Opacifrons nasalis
Opacifrons nasalis är en tvåvingeart som först beskrevs av Richards 1973.  Opacifrons nasalis ingår i släktet Opacifrons och familjen hoppflugor. Inga underarter finns listade i Catalogue of Life.